# Malas compañías
Malas compañías è il secondo album in studio del cantautore spagnolo Joaquín Sabina, pubblicato nel 1980.

## Tracce
1. Calle melancolía – 4:26
2. Que demasiao – 3:30
3. Carguen, apunten, fuego!!! – 3:42
4. Gulliver – 3:48
5. Círculos viciosos – 4:02
6. Pongamos que hablo de Madrid – 4:05
7. Manual para héroes o canallas – 3:11
8. Bruja – 4:27
9. Mi amigo Satán – 4:17
10. Pasándolo bien – 2:41